# Bogdan Raczynski
Bogdan Raczynski   (Polònia, 1977) és un músic electrònic polonès-americà. Associat al moviment de la Inteligent dance music (IDM), entre les seves inspiracions es troba el jungle, el techno hardcore i la música tradicional polonesa.
Els primers enregistraments de Raczynski es van crear utilitzant programes com Impulse Tracker. Participà amb netlabels centrats en el tracker-musical com ara la Kosmic Free Music Foundation. Els àlbums post-netlabel de Raczynski es publicaren a Rephlex Records fins a la seva clausura el 2014. El creador de Rephlex, Richard D. James, conegut com a Aphex Twin va citar Raczynski com a inspiració per certes cançons del seu cinquè àlbum d'estudi Drukqs . La seva feina inclou remixes de Björk i Ulver.
Raczynski nasqué a Polònia i emigrà a l'estat de Nebraska, amb la seva família als 7 anys. Va assistir a una escola d'art japonesa, però la va abandonar i finalment es va quedar sense llar durant cert temps, vivint als carrers de Tòquio o a casa d'amics i coneguts. Va enviar una demo de Boku Mo Wakaran a Rephlex Records abans de tornar a casa dels seus pares als Estats Units. Després de signar amb Rephlex, va passar-se els quatre anys següents traslladant-se entre Anglaterra, Irlanda, els Estats Units i el Canadà per problemes amb els seus visats.

## Discografia

### Àlbums
- Boku Mo Wakaran (1999)
- Samurai Math Beats (1999)
- Thinking of You (1999)
- Myloveilove (2001)
- 96 Drum 'n' Bass Classixxx (2002)
- Renegade Platinum Mega Dance Attack Party: Don the Plates (2003)
- Alright (2007)
- Rave 'Till You Cry (2019)
- ADDLE (2022)
- You're Only Young Once But You Can Be Stupid Forever (2024)

### EP
- Ibiza Anthems Vol. 4 (1999)
- Muzkya Dla Imigrantów (2001)
- I Will Eat Your Children Too! (2003)
- Debt (2020)[8]
- BANANS (2021)[9]

### Remixes
- Autechre – "EP7/Envane", on Warp 10+3 (1999)
- Ulver – "Bog's Basil & Curry Powder Potatos Recipe", on 1993-2003: 1st Decade in the Machines (2003)
- Björk – "Who Is It (Shooting Stars & Asteroids Mix)" (2005)

### Música de videojocs
- Nucleus - Soundtrack (2007)